# Canton de Saint-Omer-Nord
Le canton de Saint-Omer-Nord est une division administrative française située dans le département du Pas-de-Calais et la région Nord-Pas-de-Calais.

## Géographie

Le canton de Saint-Omer-Nord dans l'arrondissement de Saint-Omer

Ce canton est organisé autour de Saint-Omer   dans l'arrondissement de Saint-Omer. Son altitude varie de 0 m (Houlle) à 166 m (Moringhem) pour une altitude moyenne de 23 m.

## Représentation

### conseillers généraux de 1833 à 2015
| Période | Période | Identité                            | Étiquette              | Qualité |
| ------- | ------- | ----------------------------------- | ---------------------- | --- |
| 1833    | 1848    | Germain Armand                      | Gauche dynastique      | Propriétaire, maire de Saint-Omer Député (1834-1846) |
| 1848    | 1852    | Jean-Marie Le Sergeant de Monnecove | Majorité conservatrice | Ancien Pair de France, député (1834-1842) |
| 1852    | 1864    | Marc Joseph de Folard (1784-1876)   |                        | Ancien capitaine de cavalerie Maire de Saint-Omer |
| 1864    | 1877    | Jean-François Désiré (1797-1880)    | Droite                 | Fabricant de sucre Propriétaire du château et Maire de Moulle |
| 1877    | 1883    | Louis Devaux                        | Républicain            | Avocat Député (1876-1882) - Sénateur (1882-1884) |
| 1883    | 1889    | Edmond Marie Lefebvre du Preÿ       | Droite                 | Maire de Saint-Omer (1869-1871, 1871-1872, 1874-1875) |
| 1889    | 1901    | François Ringot                     | Républicain            | Avoué - Sénateur (1892-1914) Maire de Saint-Omer (1885-?) |
| 1901    | 1920    | Paul Lafoscade (1846-1928)          | Républicain            | Industriel Maire de Houlle (1892-1920), conseiller d'arrondissement |
| 1920    | 1940    | Joseph Tillie                       | URD-RG                 | Chirurgien-dentiste Maire de Saint-Omer (1935-1943) Ancien député (1932-1936) Membre de la Commission administrative départementale (1940-1943) Nommé conseiller départemental en 1943 Président du Conseil départemental (1943-1945) |
|         |         |                                     |                        | |
| 1945    | 1964    | Pierre Guillain                     | DVG puis CNIP          | Négociant en tissus Maire de Saint-Omer Député (1958-1962) |
| 1964    | 1970    | Henri Stoven (1927-2013)            | CD                     | Cultivateur Maire de Saint-Martin-au-Laërt (1959-1969) |
| 1970    | 1982    | Paul Lemaire (1908-1994)            | PS                     | Inspecteur des PTT, Saint-Omer Maire de Longuenesse (1944-1977) |
| 1982    | 2008    | Jean-Jacques Delvaux                | RPR                    | Professeur d'enseignement économique Député (1993-1997) Maire de Saint-Omer (1983-2008) Conseiller régional (1986-1993 et 1998-2001)                                                                                                  |
| 2008    | 2015    | Bertrand Petit                      | PS                     | Permanent politique Maire de Saint-Martin-au-Laërt (2001-2016) Vice-président de la communauté d'agglomération Suppléant du député Michel Lefait (2002-2007) Elu en 2015 dans le nouveau Canton de Saint-Omer                         |

### Conseillers d'arrondissement (de 1833 à 1940)
Le canton de Saint-Omer-Nord avait deux conseillers d'arrondissement de 1871 à 1910.
| Période                                  | Période      | Identité        | Étiquette   | Qualité |
| ---------------------------------------- | ------------ | --------------- | ----------- | --- |
| 1833                                     | 1845         | M. Decocq       |             | Distillateur de genièvre, maire de Houlle                                                                   |
| 1845                                     | 1848         | Désiré Degrave  |             | Cultivateur, maire de Moulle                                                                                |
|                                          |              |                 |             | |
| av.1892                                  | 1901         | Paul Lafoscade  | Républicain | Industriel, maire de Houlle                                                                                 |
| av.1892                                  | 1904 (décès) | Edouard Pierret | Républicain | Brasseur et armateur à Saint-Omer Président du Conseil d'arrondissement                                     |
| 1901                                     | 1910         | André Campagne  | Républicain | Cultivateur, maire de Saint-Martin-au-Laërt                                                                 |
| 1910                                     | 1919         | Eugène Marquis  | Radical     | Maire de Saint-Martin-au-Laërt                                                                              |
| 1919                                     | 1940         | René Cotillon   | RG          | Fabricant de sucre, maire de Saint-Martin-au-Laërt                                                          |
| 1940                                     |              |                 |             | Les conseils d'arrondissement ont été suspendus par la loi du 12 octobre 1940 et n'ont jamais été réactivés |
| Les données manquantes sont à compléter. |              |                 |             | |

## Composition
| Communes              | Population (2012) | Code postal | Code Insee |
| --------------------- | ----------------- | ----------- | ---------- |
| Clairmarais           | 689               | 62500       | 62225      |
| Houlle                | 917               | 62910       | 62458      |
| Moringhem             | 383               | 62910       | 62592      |
| Moulle                | 909               | 62910       | 62595      |
| Saint-Martin-au-Laërt | 3 921             | 62500       | 62757      |
| Saint-Omer            | 15 747 (1)        | 62500       | 62765      |
| Salperwick            | 486               | 62500       | 62772      |
| Serques               | 1 034             | 62910       | 62792      |
| Tilques               | 947               | 62500       | 62819      |

(1) fraction de commune.

## Démographie
| 1962 | 1968 | 1975 | 1982 | 1990 | 1999 | 2009 |
| ---- | ---- | ---- | ---- | ---- | ---- | ---- |
| -    | -    | -    | -    | -    | -    | -    |